# Lijst van Eurocommissarissen voor Handel
De functie van Europees commissaris voor Handel is sinds het aantreden van de commissie-Rey (juli 1967) een functie binnen de Europese Commissie. Tussen 1973 en 1985 was de functie vacant.
| #  | Eurocommissaris voor Handel         | Eurocommissaris voor Handel | Eurocommissaris voor Handel                           | Termijn                              | Nationale partij | Europese Partij | Commissie                           | Land                     | Overige Portfolio(s)                                                 |
| -- | ----------------------------------- | --------------------------- | ----------------------------------------------------- | ------------------------------------ | ---------------- | --------------- | ----------------------------------- | ------------------------ | -------------------------------------------------------------------- |
| 1  |                                     | Jean Rey                    | Jean Rey (1902–1983)                                  | 10 januari 1958 – 9 januari 1962     | PVV              | ALDE            | Hallstein I                         | België                   | Externe Betrekkingen                                                 |
| 1  | 10 januari 1962 – 1 juli 1967       | Jean Rey                    | Jean Rey (1902–1983)                                  | Hallstein II                         | PVV              | ALDE            |                                     | België                   | Externe Betrekkingen                                                 |
| 2  |                                     | Jean-François Deniau        | Jean-François Deniau (1928–2007)                      | 2 juli 1967 – 30 juni 1970           | UDF              | ALDE            | Rey                                 | Frankrijk                |                                                                      |
| 3  |                                     | Ralf Dahrendorf             | Ralf Dahrendorf (1929–2009)                           | 1 juli 1970 – 21 maart 1972          | FDP              | ALDE            | Malfatti                            | Bondsrepubliek Duitsland | Externe Betrekkingen                                                 |
| 3  | 21 maart 1972 – 5 januari 1973      | Ralf Dahrendorf             | Ralf Dahrendorf (1929–2009)                           | Mansholt                             | FDP              | ALDE            |                                     | Bondsrepubliek Duitsland | Externe Betrekkingen                                                 |
| 4  |                                     | Christopher Soames          | Sir Christopher Soames (1920–1987)                    | 6 januari 1973 – 5 januari 1977      | Con              | EVP             | Ortoli                              | Verenigd Koninkrijk      | Externe Betrekkingen                                                 |
| 5  |                                     | Wilhelm Haferkamp           | Wilhelm Haferkamp (1923–1995)                         | 6 januari 1977 – 5 januari 1981      | SPD              | PES             | Jenkins                             | Bondsrepubliek Duitsland | Vicevoorzitter Externe Betrekkingen                                  |
| 5  | 6 januari 1981 – 5 januari 1985     | Wilhelm Haferkamp           | Wilhelm Haferkamp (1923–1995)                         | Thorn                                | SPD              | PES             |                                     | Bondsrepubliek Duitsland | Vicevoorzitter Externe Betrekkingen                                  |
| 6  |                                     | Willy De Clercq             | Willy De Clercq (1927–2011)                           | 6 januari 1985 – 5 januari 1989      | VLD              | ALDE            | Delors I                            | België                   | Externe Betrekkingen                                                 |
| 7  |                                     | Frans Andriessen            | Frans Andriessen (1929–2019)                          | 6 januari 1989 – 5 januari 1993      | CDA              | EVP             | Delors II                           | Nederland                | Vicevoorzitter Externe Betrekkingen Interinstitutionele Betrekkingen |
| 8  |                                     | Leon Brittan                | Sir Leon Brittan (1939–2015)                          | 6 januari 1993 – 24 januari 1995     | Con              | EVP             | Delors III                          | Verenigd Koninkrijk      |                                                                      |
| 8  | 25 januari 1995 – 15 september 1999 | Leon Brittan                | Sir Leon Brittan (1939–2015)                          | Santer                               | Con              | EVP             | Vicevoorzitter Externe Betrekkingen | Verenigd Koninkrijk      |                                                                      |
| 9  |                                     | Pascal Lamy                 | Pascal Lamy (1947)                                    | 16 september 1999 – 22 november 2004 | PS               | PES             | Prodi                               | Frankrijk                |                                                                      |
| 10 |                                     | Danuta Hübner               | Danuta Hübner (1948)                                  | 1 mei 2004 – 22 november 2004        | PO               | EVP             | Prodi                               | Polen                    |                                                                      |
| 11 |                                     | Peter Mandelson             | Peter Mandelson (1953)                                | 22 november 2004 – 3 oktober 2008    | Lab              | PES             | Barroso I                           | Verenigd Koninkrijk      |                                                                      |
| 12 |                                     | Catherine Ashton            | Baroness Ashton van Upholland Catherine Ashton (1956) | 3 oktober 2008 – 1 december 2009     | Lab              | PES             | Barroso I                           | Verenigd Koninkrijk      |                                                                      |
| 13 |                                     | Benita Ferrero-Waldner      | Benita Ferrero-Waldner (1948)                         | 1 december 2009 – 9 februari 2010    | OVP              | EVP             | Barroso I                           | Oostenrijk               |                                                                      |
| 14 |                                     | Karel De Gucht              | Karel De Gucht (1954)                                 | 9 februari 2010 – 1 november 2014    | Open Vld         | ALDE            | Barroso II                          | België                   |                                                                      |
| 15 |                                     | Cecilia Malmström           | Cecilia Malmström (1968)                              | 1 november 2014 – 1 december 2019    | L                | ALDE            | Juncker                             | Zweden                   |                                                                      |
| 16 |                                     | Phil Hogan                  | Phil Hogan (1960)                                     | 1 december 2019 – 26 augustus 2020   | FG               | EVP             | Von der Leyen                       | Ierland                  |                                                                      |
| 17 |                                     | Valdis Dombrovskis          | Valdis Dombrovskis (1971)                             | 26 augustus 2020 – heden             | V                | EVP             | Von der Leyen                       | Letland                  | Vicevoorzitter Financiële Diensten                                   |

## Trivia
- Gemeenschappelijk Handelsbeleid (GHB)
- Trans-Atlantisch Vrijhandels- en Investeringsverdrag (TTIP)